# Oxygénia
Az Oxygénia Fehér Klára 1974-ben megjelent ifjúsági sci-fi regénye.

## Történet
|  | Alább a cselekmény részletei következnek! |

Peter MacGulliver és felesége, July nászúton voltak, 3069. január 30-án indultak el a Tejútrendszer BG 97 614-es számával megjelölt Naprendszer Föld nevű bolygójáról a kétszemélyes Humanitassal. Amikor meteorbecsapódás érte az űrhajó köpenyét, Peter elhagyta a járművet, és megjavította a hibát, de hamarosan eltűnt az űrhajó közeléből. Űrsétája közben egy ismeretlen erő a közelben keringő lila színű bolygó felé vonzotta őt, majd rövidesen a sötét és teljesen kietlennek tűnő felszínen találta magát.
Itt a légkörből hiányzott az oxigén, ellenben bővelkedett különféle mérges gázokban. Peter a légzőmaszkját nem vehette le egy pillanatra sem. Legnagyobb meglepetésére a zord körülmények ellenére a bolygó nem bizonyult lakatlannak: légzőmaszkot viselő emberszerű lények csoportjaival találkozott, akik egy végletekig lehangoló ipartelepen végeztek ismeretlen célú fizikai munkát. Peter hiába próbált kapcsolatot létesíteni, az egymástól is elhidegült lények egy pillanatra sem vettek tudomást róla. Ekkor követett egy kicsit eltérően viselkedő egyedet, majd segítséget kért tőle. Az ON 711 314. jelű fiatalembertől megtudta, hogy a Tejútrendszer 1 234 567 számú, Oxygénia nevű bolygójára került.
A bolygón nyolcmilliárd Lény iszonyú körülmények között gépeket működtetett és szigorú számításokkal újrateremtette önmagát, a tízezer kiválasztott elkülönülve ideális körülmények között Oxygenville-ben élt, dúsgazdagon, tiszta levegőn, robotok és más gépek által kiszolgálva.
A mérgező légkörben senyvedő Lényeket – Ormányosokat – tovább csoportosították: a rajzolók FE, a kémikusok AK, a matematikusok ON, a sebészek ORO jellel kezdődő csoportba kerülnek, ezeken belül voltak még alcsoportok: FE 1, FE 2, FE 3...
Miközben Peter a saját és felesége szabadulásáért küzdött, az elnyomottak közül egyre többen a segítségére siettek, ám az elnyomók behízelgő ravaszságával is szembe kellett még néznie.
|  | Itt a vége a cselekmény részletezésének! |

## Szereplők
- Peter MacGulliver
- July
- ON 711 314.
- IF 717., akit ON Fénynek becézett
- Kicsi-ON
- ORO 91.
- XIII. Jótevő király
- Daliás herceg, trónörökös
- Derék herceg, Daliás trónörökös öccse
- Nagyfej, a Száz Nemzetség Tanácsának
- Gyönyörű hercegnő
- Bölcs Lovag
- a Gazdasági Ellenőrző Központ igazgatója
- AT és GEN, két Emlékező